# Beaker (navigateur web)
Beaker Browser ou Beaker est un navigateur web expérimental permettant de créer et partager des sites web en pair à pair, c'est-à-dire directement d'un navigateur à l'autre sans besoin d'un hébergement tiers, en utilisant le protocole Dat et se veut un outil encourageant la décentralisation du web. Il est basé sur le navigateur libre Chromium.

## Fonctionnalités
Comme les autres navigateurs, Beaker est utilisé pour consulter les sites web « classiques » reposants sur le protocole HTTP et offre les fonctionnalités habituelles telles la gestion des favoris et de l'historique.
Son originalité tient en ce qu'il permet de créer facilement, grâce à Markdown, des sites web qui ne sont pas hébergés sur les serveurs d'un prestataire externe mais dans un répertoire de l'ordinateur où est installé le navigateur. Une URL de type dat:// est alors générée et doit être envoyée (par messagerie ou courriel) aux autres internautes afin qu'ils puissent consulter le site en question. Dès lors, ils peuvent à leur tour héberger le site et même le modifier.
De la même façon, le navigateur peut être utilisé pour le partage pair à pair de n'importe quel type de fichier.

## Avantages et inconvénients
L'hébergement d'un site ne dépend plus d'un unique prestataire commercial centralisé mais potentiellement d'une multitude d'hébergeurs et serait donc plus résistant aux attaques de type DDos et à la censure. En revanche, les sites web restent plutôt privés puisque seuls les utilisateurs qui possèdent le lien Dat peuvent les consulter. Dans ce contexte, l'URL d'un lien Dat n'étant qu'une suite de 64 caractères hexadécimaux, elle est très difficilement mémorisable par les humains. Par ailleurs, les navigateurs grand public ne peuvent pas utiliser le protocole Dat ; en d'autres termes, un site web uniquement téléchargeable via un lien Dat ne pourra être consulté que par le navigateur Beaker ou un autre client supportant le protocole Dat.
Depuis la sortie de la version 0.6.1 le 22 février 2017, il est possible d'héberger un site sur un serveur dit « DatHTTPD », permettant aux internautes de se connecter soit à l'aide d'un navigateur classique via le protocole HTTP, soit via le protocole Dat en utilisant le système DNS et donc un nom de domaine raccourci et intelligible pour l'humain.

## Ancien logo

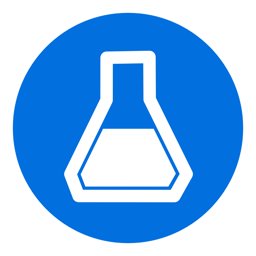
Ancien logo du navigateur Beaker.

Le logo initial du projet représentait un bécher, soulignant ainsi le caractère expérimental du navigateur et du protocole Dat.